# David Hunter Blair
David Hunter-Blair (Portpatrick, 30 settembre 1853 – 12 settembre 1939) è stato uno scrittore e abate scozzese, divenuto monaco benedettino con il nome Oswald.

## Biografia
Quinto baronetto della dinastia, grande amico di Oscar Wilde già dai tempi di Rome Invisited, cercò in tutti i modi di convincerlo a diventare cattolico. Grazie al suo aiuto Wilde, in seguito, a Roma riuscì a recarsi alla presenza del Papa Pio IX.
Dopo avere grandemente aiutato la costruzione di nuove chiese cattoliche in Scozia, nel 1878 entrò come postulante nell'abbazia benedettina di Fort Augustus, sulla sponda del Loch Ness, dove divenne monaco con il nome di Oswald e, nel 1912, abate. Indotto dalla situazione provocata dalla Prima guerra mondiale, nel 1917 lasciò la carica di abate e Fort Augustus, trasferendo la sua residenza e le sue attività varie volte. Nel 1939 volle terminare la sua vita nel suo monastero originario ed esservi sepolto.